# Pseudo-Denys l'Aréopagite
Pour les articles homonymes, voir Denys.
Le Pseudo-Denys l'Aréopagite est un auteur de traités chrétiens de théologie mystique en grec. Il est l'une des sources majeures de la spiritualité mystique chrétienne. C'était probablement un moine syrien qui a vécu vers l'an 500. Son œuvre s'inspire du néoplatonisme, notamment des écrits de Proclus, auxquels il fait quelques emprunts. Selon certains auteurs néanmoins, cette part néoplatonicienne ne doit pas être exagérée. Il a aussi été influencé par l'école théologique d'Alexandrie (Origène, Clément d'Alexandrie) et par la tradition des Pères cappadociens (surtout Grégoire de Nysse qui a traité de thèmes similaires).
Selon le Livre des Actes des Apôtres, Denys l'Aréopagite était un Athénien faisant partie des philosophes qui écoutèrent la prédication de saint Paul. L'auteur des œuvres mystiques attribuées à Denys l'Aréopagite ne peut pas avoir été cet Athénien du Ier siècle, mais l'attribution pseudépigraphique de ces traités à ce philosophe converti par Paul permettait de les présenter comme des œuvres à la fois chrétiennes et philosophiques.

## Identité réelle du Pseudo-Denys
Pendant longtemps on a pris l'auteur de ce corpus pour un des rares disciples que l'apôtre saint Paul était parvenu à convertir après son sermon à Athènes sur la colline de l'Aréopage (Acte des apôtres, 17, 34). Cela est dû au fait que l'auteur se faisait passer pour un contemporain de saint Paul. Il prétendait avoir assisté aux ténèbres qui ont assombri la Terre au moment de la mort de Jésus (lettre VII). Hincmar, évêque de Reims, professait l'identité de saint Denis avec Denys l'Aréopagite. Jacques de Voragine dans sa Légende dorée rapportait la même opinion tout en donnant ses sources hagiographiques en citant Méthode de Constantinople et Hincmar, mais l'étude du texte montre qu'il s'inspira en outre d'Hilduin. Des doutes furent exprimés dès le VIIIe / IXe siècle, au moins, en Orient, le patriarche de Constantinople Photios Ier renseigne en effet dans sa Bibliothèque, en commentant un ouvrage de Théodore le prêtre qu'il doute de l'attribution réelle à Denys l'Aréopagite. En Occident, cependant, la question ne sera soulevée qu'au XVe siècle par Nicolas de Cues et Lorenzo Valla, au XVIe siècle par Érasme et Luther, mais c'est en 1900 que Joseph Kochet J. Stiglmayr, deux auteurs catholiques, démontrent de façon incontestable (et indépendante), le caractère pseudépigraphe des écrits de Denys : dans le traité des Noms divins est cité un extrait du traité de Proclus De malorum subsistentia, et l'influence du philosophe néoplatonicien est visible dans certains points de détail et certaines similitudes d'expression. La rédaction des traités de Denys est conséquemment fixée entre 485 et 515, soit après la mort de Proclus en 485.

### Denis de Paris
Outre son identification à Denis d'Athènes, il fut aussi identifié à saint Denis de Paris. Cette confusion est due à Hilduin, abbé de Saint-Denis et archichapelain impérial, qui écrivit en 835 son Areopagita dans laquelle il soutient la thèse de l'identité. Cependant, les anciens martyrologes distinguent nettement Denis de Paris et Denys d'Athènes. Cette confusion née à Paris parvint en Grèce en passant par Rome. Elle fut néanmoins définitivement réfutée par Le Nain de Tillemont.
Denys l'Aréopagite, qui aurait entendu des sermons de saint Paul, ne pouvait être Denis de Paris. L'attribution de l'œuvre à celui-ci, premier évêque de Paris, enterré à l'abbaye Saint-Denis au nord de Paris, est donc une légende, cependant il est avéré que l'influence énorme au Moyen Âge exercée par les écrits de Denys irradia à partir de l'abbaye Saint-Denis.

### Sévère d'Antioche
La thèse de Stiglmayr consistant à identifier Denys à Sévère d'Antioche a été vivement contestée.

### Pierre l'Ibère
M. van Esbroeck a repris récemment, sur de nouvelles bases, les arguments de Ernest Honigmann en faveur de l'identification du Pseudo-Denys à Pierre l'Ibère. Quoi qu'il en soit, toute tentative d'identification, qui revient à piocher dans la liste des quelques noms qui nous sont parvenus du Ve siècle, semble assez hasardeuse : il est fort possible que les écrits dionysiens en grec soient eux-mêmes la traduction d'écrits monastiques syriaques.

### Les œuvres
Il nous reste, sous son nom, un certain nombre d'écrits (CPG 6600-6635), traduits en français par Maurice de Gandillac en 1943 :
- Les Noms divins ;
- La Théologie mystique ;
- La Hiérarchie céleste ;
- La Hiérarchie ecclésiastique ;
- Lettres : quatre lettres à Gaïos (un « thérapeute » ou moine), une à Dorothée (un « liturge » ou diacre), une à Sosipater, une à Polycarpe, une à Démophile, une à Tite, une à l'apôtre Jean.

Dans sa lettre à l'évêque Titus, le Pseudo Denys écrit que selon la tradition locale Marie a son tombeau à Gethsémani.
Certains autres titres nous ont été transmis : Esquisses théologiques, Théologie symbolique. Il s’agit probablement d’ouvrages fictifs.

## Présentation de sa pensée

### Théologie mystique et théologie symbolique
Un des aspects les plus féconds de l'œuvre du Pseudo-Denys est d'avoir introduit la distinction entre les différentes dimensions de la théologie : la théologie mystique (le sommet de la théologie), la théologie symbolique et la théologie spéculative.
- La théologie mystique : elle correspond à une révélation secrète. C'est le degré suprême de la connaissance de Dieu. Plus la connaissance est élevée, moins il est possible de l'exprimer par des mots ; la montée vers Dieu est donc une montée dans le silence et l'obscurité : « étant plongés dans l'obscurité au-delà de tout entendement, nous allons rencontrer non seulement la pauvreté des mots, mais l'absence totale de parole et de compréhension »[16].
- La théologie symbolique : c'est le degré inférieur de la théologie. Elle examine les expressions issues de l'expérience des choses sensibles pour être rapportées à Dieu ; ainsi la Bible parlera-t-elle de la colère de Dieu, de l'ivresse de Dieu, du sommeil de Dieu, de son réveil, de la jalousie de Dieu, etc. Le symbole est une image qui renvoie au-delà d'elle-même, il permet de rendre l'invisible visible et de dire l'indicible.

Le Pseudo-Denys estime en outre que la théologie négative (ou apophatique) est plus parfaite que la théologie cataphatique. Dans la théologie négative on approche de Dieu par la négation de ce qu'on lui attribue mais qu'il n'est pas. On gravit l'échelle des créatures pour remarquer à chaque échelon que ce n'est pas là que se trouve le Créateur. Il utilise l'image de la statue : à partir d'un bloc de marbre, l'artiste va procéder par retranchement pour dégager l'image. Ainsi dans son traité La Théologie mystique, au chapitre 4 : « Nous disons donc que la cause de toutes choses, et qui est au-delà de tout, n'est pas sans essence ni sans vie, ni sans raison, ni sans intelligence et qu'elle n'est pas un corps. Elle n'a ni forme, ni figure, ni qualité, ni quantité, ni masse. Elle n'est dans aucun lieu. Elle n'est pas vue et on ne peut la saisir par les sens. Elle ne se perçoit pas par les sens et ne leur est pas perceptible. Elle ne connaît ni désordre, ni agitation, elle n'est pas troublée par les passions matérielles ».
Selon l'interprétation classique héritée des grands commentateurs scolastiques du Pseudo-Denys, la théologie négative et la théologie affirmative se complètent. Lorsqu'on affirme quelque chose sur Dieu, il faut immédiatement dire que ce n'est pas vrai : « Le symbole ne peut trouver son sens que s'il est purifié par la négation qui, en quelque sorte, découvre le sens en retranchant la chair du fruit pour faire apparaître son noyau ». Ainsi la transcendance de Dieu se trouve-t-elle véritablement honorée.
Pour David Bradshaw, néanmoins, cette interprétation ne doit pas faire oublier que les voies cataphatique et apophatique étaient pour l'aréopagite « un moyen d'ascension vers Dieu », avant d'être « un instrument sémantique pour clarifier les limitations du langage théologique ».

### Les Hiérarchies célestes et ecclésiastiques[14]
« C’est pourquoi l’ordre hiérarchique étant

que les uns soient purifiés

et que les autres purifient ;

que les uns soient illuminés

et que les autres illuminent ;

que les uns soient perfectionnés

et que les autres perfectionnent. »

— Denys l'Aréopagite, Le Livre de la Hiérarchie céleste, chapitre 3.
| L'Un                                               |                           |
| Les Séraphins Les Chérubins Les Trônes             | Hiérarchie céleste        |
| Les Dominations Les Vertus Les Puissances          | Hiérarchie céleste        |
| Les Principautés Les Archanges Les Anges           | Hiérarchie céleste        |
| Les Évêques Les Prêtres Les Diacres                | Hiérarchie ecclésiastique |
| Les Moines Les Chrétiens baptisés Les Catéchumènes | Hiérarchie ecclésiastique |

## Réception

### L'influence du Pseudo-Denys
L'influence du Pseudo-Denys s'est étendue dans le monde grec durant les trois siècles suivant sa mort.
Le corpus dionysien fait partie des trois grands courants philosophiques et spirituels qui ont formé la pensée de l'Occident médiéval, avec la philosophie grecque et l'œuvre de saint Augustin. Le traité "la Théologie mystique" valut au Pseudo-Denys le titre de père de la mystique. C'est, en Occident, le plus influent des pères grecs.
Une importante spécificité de son apport à la théologie chrétienne mystique est aussi d'avoir défini les trois polarités de la théologie : la théologie mystique qui est la plus haute connaissance de Dieu dans la ténèbre et le silence, au-delà de tout langage, de tout concept, de toute idée, de toute image et de tout symbole; la théologie symbolique qui exprime la connaissance de Dieu dans le langage de l'image et du symbole; et la théologie spéculative.
Ces traités devinrent une référence dans la théologie médiévale, tant en Occident qu'à Byzance, alors que leur date d'apparition est tardive par rapport à la période apostolique : en effet, la première référence connue qui en soit faite date de 533, lorsque Sévère d'Antioche, chef à l'époque de la tendance monophysite, les cite dans sa tentative d'argumentation contre le concile de Chalcédoine déjà reçu depuis 451 par l'ensemble des Églises, à commencer par celle de Rome. Les « orthodoxes » rejettent alors ces écrits comme inauthentiques. Le premier codex de la Bibliothèque de Photius est consacré à un traité d'un certain « Théodore le Prêtre » (non autrement connu) intitulé Que le livre de saint Denys est authentique, tentant de réfuter quatre objections : ces textes ne sont cités par aucun des Pères de l'Église des premiers siècles ; Eusèbe de Césarée n'en dit pas un mot ; ces textes font état de traditions qui ne datent pas de l'origine de l'Église et ne s'y sont implantées que très progressivement ; une lettre d'Ignace d'Antioche, mort sous l'empereur Trajan, est citée. Photius conclut son bref compte-rendu sans se prononcer lui-même (« À ses yeux en tout cas, le livre du grand Denys est authentique »).
Malgré ce débat sur l'authenticité qui a donc été au moins présent à l'esprit des Byzantins pendant plusieurs siècles, l'autorité des écrits attribués à saint Denys a rapidement grandi y compris dans l'Église grecque, et y est finalement devenue incontestée. En Orient, saint Maxime le Confesseur (580-662), qui s'y réfèrent régulièrement dans sa Mystagogie, en a commenté un certain nombre. De même, les écrits du Pseudo-Denys furent utilisés par saint André de Crète (v. 660-740), saint Jean Damascène (fin du VIIe siècle-749), et l'interprétation de sa doctrine fut au centre de la querelle sur l'hésychasme au XIVe siècle.
En Occident, en 827, Louis le Débonnaire reçut de l'empereur byzantin Michel II un exemplaire du texte grec. Déposé dans la bibliothèque de l'Abbaye de Saint-Denis (car on confondait Denys l'Aréopagite et Denis de Paris), il fut traduit en latin par l'abbé Hilduin et ses collaborateurs. Un peu plus tard, vers 850, Jean Scot Erigène le traduisit à nouveau, et le commenta dans son ouvrage De divisione naturae ; ce fut surtout lui qui fut à l'origine de la popularité de ces écrits en Occident. Les traités du Pseudo-Denys furent également traduits au XIIe siècle par Jean Sarrazin, et c'est sur cette traduction que travaillèrent Albert le Grand et Thomas d'Aquin.

## Écrits
Le Pseudo-Denys l'Aréopagite est peut-être un chrétien d'origine syrienne, ayant séjourné à Athènes à la fin du Ve siècle ou au début du VIe siècle, qui est l'auteur de l'œuvre transmise sous le nom de Denys l'Aréopagite (cf. Ac 17, 34).
Commentaire selon Jean (Jn 6, 44-51)
Partager l'Unique

« Pour vivre en Dieu, il faut nous assimiler à sa bonté, autant que possible. Mais cette imitation de Dieu, comment la réaliserions-nous, sinon en renouvelant sans cesse la mémoire des très saintes actions de Dieu grâce aux chants sacrés et aux saintes liturgies de l’Église ?

Le pain indivis, le prêtre le divise en parts nombreuses ; de même il partage entre tous l'unique calice, multipliant ainsi et distribuant symboliquement l' Unique : c'est la plus sainte opération de la liturgie. Dans sa bonté, dans son amour pour les hommes, l' Unité simple et cachée de Jésus, Verbe très divin, est devenue, en prenant notre chair, un être composé et visible, sans subir d'altération. Généreusement elle nous a admis à sa communion unifiante, liant notre bassesse à sa divine hauteur, à condition que nous adhérions à elle comme les membres au corps entier.
Le saint prêtre prend d'abord part aux dons que Dieu l'a chargé de partager aux autres ; et ainsi seulement il peut les distribuer. Qui prétend abusivement enseigner la sainteté avant de la vivre et de la pratiquer lui-même est donc impie et totalement étranger à notre sainte institution. De même, en effet, que sous l'influence du rayonnement solaire les essences les plus subtiles et les plus diaphanes s'emplissent les premières de la lumière qui déferle sur elle, et qu'alors seulement, devenues en quelque sorte soleils elles-mêmes, elles transmettent à celles qui viennent après elles toutes la lumière dont elles débordent, ainsi doit-on toujours éviter l'audace de montrer à autrui les voies de Dieu si l'on n'a pas soi-même une vie à l'image de Dieu. »

— Pseudo-Denys l'Aréopagite. La Hiérarchie ecclésiastique 3, 11-14, PG 3, 441-445, trad. Maurice de Gandillac, Paris, Aubier, 1943, p. 277-280, modifiée.

### Œuvres
- Œuvres complètes du Pseudo-Denys l'Aréopagite, trad. Maurice de Gandillac, Aubier, 1943, rééd. 1980.
- Œuvres de saint Denys l’Aréopagite, trad. Georges Darboy, 1845, 311 p. (ASIN B014WGLFQK, lire sur Wikisource) Contient la Hiérarchie Céleste, la Hiérarchie Ecclésiastique, le Livre des Noms Divins, le Traité de Théologie Mystique et les Lettres avec un commentaire. Réédité dans la Maison de la bonne presse. Darboy défend l'authenticité des écrits.
- La Hiérarchie céleste, text. crit. Gunther Heil, intro. René Roques, trad. Maurice de Gandillac, "Sources chrétiennes" n°58bis; 1958, Éditions du Cerf.
- Les Noms divins ; La Théologie mystique, intro., trad. et notes Ysabel de Andia, texte grec de B. R. Suchla et A. M. Ritter (Sources chrétiennes 578-579), Éditions du Cerf, 2016  (ISBN 978-2-204-10465-4 et 978-2-204-10790-7).
- La Théologie mystique, Lettres, Paris, Migne, 1991.
- Œuvres complètes du pseudo Denys l'Aréopagite, Éditions Aubier, coll. « Bibliothèque philosophique », 1998, 406 p. (ISBN 978-2-7007-3462-1)
- Le Livre de la théologie mystique, Arfuyen, coll. « Les carnets spirituels », 2002, 82 p. (ISBN 978-2-84590-008-0)
- Traité de la théologie mystique, Editions la Bibliothèque Digitale, coll. « Format Kindle », 2014 (ASIN B00M07ZN30)
- Livre de la Hiérarchie ecclésiastique, FB Editions, coll. « CreateSpace Independent Publishing Platform », 2015, 66 p. (ISBN 978-1-5077-6613-2)

### Études
- Maurice de Gandillac, Oeuvres complètes du Pseudo-Denys l'Aréopagite. Traduction, préface et notes par Maurice de Gandillac, Aubier, Éditions Montaigne, coll. « Bibliothèque de philosophie (Edition originale) », 1943, 392 p. (ASIN B072J1VBMG)
- Charles Hersent, In D. Dionysii areopagitae de mystica theologia librum, apparatus, interpretatio, notae, commentarii, paraphrasis, in quibus de supremo divinae contemplationis gradu, unione scilicet et ignoratione luculentissime agitur, praemissa est theologiae mysticae apologia adversus ejus obtrectatores…, 1626 ;
- Jean Daillé, De scriptis quae sub Dionysii Areopagitae et Ignatii Antiocheni nominibus circumferuntur, 1666 ;
- Léon Montet, Des Livres du Pseudo-Denys l'Aréopagite, Paris, 1848.
- René Roques, L'Univers dionysien : structure hiérarchique du monde selon le Pseudo-Denys, Paris, Aubier, 1954
- Alexander Golitzin, Et introibo ad altare Dei: the mystagogy of Dionysius Areopagita, with special reference to its predecessors in the Eastern Christian tradition, George Dedousis's Publishing Company, 1994
- Marc Vial, Jean Gerson, théoricien de la théologie mystique, Paris, Vrin, Études de philosophie médiévale, 2006.  (ISBN 978-2-7116-1842-2)
- Ysabel de Andia, Henosis : l'union à Dieu chez Denys l'Aréopagite, Leiden-New York-Köln, Brill, coll. Philosophia Antiqua 71, 1996
- Ysabel de Andia (dir.), Denys l'Aréopagite : tradition et métamorphoses, Paris, Vrin, coll. Histoire de la philosophie 42, 2006  (ISBN 978-2-7116-1903-0)
- Christian Schäfer (de), Philosophy of Dionysius the Areopagite: an Introduction to the Structure and the Content of the Treatise "On the Divine Names", Leiden-Boston, Brill, coll. Philosophia Antiqua 99, 2006
- (en) Eric D. Perl, Theophany : The Neoplatonic Philosophy of Dionysius the Areopagite (Suny Series in Ancient Greek Philosophy), State University of New York Press, coll. « Suny series in Ancient Greek Philosophy », 2008, 175 p. (ISBN 978-0-7914-7112-8, lire en ligne)
- Jean-Yves Leloup, Un obscur et lumineux silence : "La théologie mystique" de Denys l'Aréopagite, Paris, Albin Michel, 2013, 192 p. (ISBN 978-2-226-24648-6)
- Stéphane Toussaint et Christian Trottmann (dir.), Le Pseudo-Denys à la Renaissance, Paris, Champion, coll. « Centre d'Etudes Supérieures de la Renaissance », 2014, 240 p. (ISBN 978-2-7453-2877-9)
- Leo Elders (de), Les noms divins du pseudo-Denys l'Aréopagite selon Thomas d'Aquin, Paris, Les Presses universitaires de l'IPC, coll. « Varia », 2019, 224 p. (ISBN 979-10-93043-29-6)